# Confederació Alemanya del Nord
La Confederació Alemanya del Nord (Norddeutscher Bund en alemany) fou l'agrupament transitori de 22 estats en el que avui és el nord d'Alemanya, que s'inicià el 1867, amb la dissolució de la Confederació Germànica, i durà fins a la proclamació de l'Imperi Alemany, el 1871.
A diferència de la Confederació Germànica, la Confederació Alemanya del Nord va ser un autèntic estat. El seu territori estava integrat per tots els membres de la Confederació Germànica al nord del riu Main, així com els territoris orientals de Prússia i el Ducat de Schleswig. Aquesta unió excloïa però, a Àustria, Baviera, Württemberg, Baden i els territoris meridionals de Hessen-Darmstadt.
Aquesta nova unió va consolidar el poder de Prússia al nord d'Alemanya, i va col·locar els fonaments del control prussià als estats del sud. Aquest control s'havia exercit ja des de dècades abans mitjançant la Zollverein, i es confirmà gràcies als Tractats de Pau secrets, signats amb els estats meridionals el dia abans a la Pau de Praga).

## Història

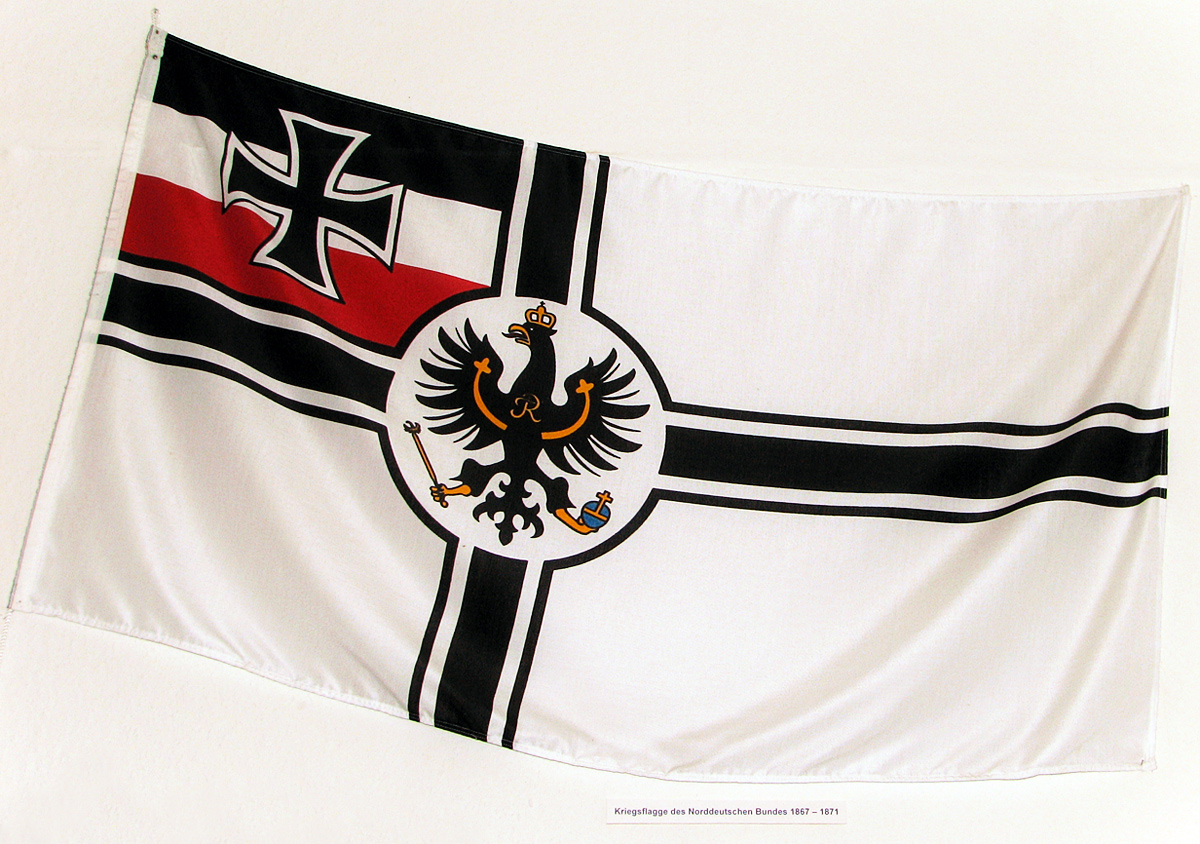
Bandera de guerra de la Confederació

Amb la derrota de França a la Guerra Franco-prussiana, el 1871, els estats de Baviera, Württemberg, Baden i Hessen-Darmstadt, que no eren fins a aquell moment membres de la Confederació, van integrar-se a aquesta per formar l'Imperi Alemany, amb Guillem I com a kàiser o emperador alemany.

## Política
Tot i que la Confederació deixà d'existir amb la creació de l'Imperi Alemany, ha passat a la història en ser la primera pedra d'aquest. La seva Constitució donà grans poders al nou Canceller, Otto von Bismarck, qui va ser designat pel càrrec per la Presidència del Bundesrat prussià. Aquest càrrec tenia immunitat davant del Reichstag, cambra escollida per sufragi universal masculí, i es va convertir en l'únic nexe d'unió entre la presidència i la ciutadania.
A banda, la Constitució deixava en mans del Canceller tot el poder sobre l'aparell militar, per tal d'evitar situacions com la viscuda amb la crisi constitucional prussiana de 1862 (que gairebé va provocar l'enfonsament de Guillem I). A més, el text constitucional no permetia cap mena d'oposició al Canceller, de manera que tothom qui manifestés les seves opinions contràries era inhabilitat per a l'exercici de càrrecs públics.

## Estats membres
| Estat                                            | Estat                                                                                              | Capital           |
| ------------------------------------------------ | -------------------------------------------------------------------------------------------------- | ----------------- |
| Regnes (Königreiche)                             | |                   |
| Regne de Prússia                                 | Prússia (Preußen) (incloent Lauenburg)                                                             | Berlín            |
| Regne de Saxònia                                 | Saxònia (Sachsen)                                                                                  | Dresden           |
| Grans ducats (Großherzogtümer)                   | |                   |
| Hesse                                            | Gran Ducat de Hessen (Hessen / Hessen-Darmstadt) (només Hesse Superior, la regió al nord del Main) | Gießen, Darmstadt |
| Ducat de Mecklenburg                             | Ducat de Mecklenburg-Schwerin                                                                      | Schwerin          |
| Ducat de Mecklenburg                             | Ducat de Mecklenburg-Strelitz                                                                      | Neustrelitz       |
| Oldenburg                                        | Oldenburg                                                                                          | Oldenburg         |
| Sachsen-Weimar-Eisenach                          | Saxònia-Weimar-Eisenach (Sachsen-Weimar-Eisenach)                                                  | Weimar            |
| Ducats (Herzogtümer)                             | |                   |
| Anhalt                                           | Anhalt                                                                                             | Dessau            |
| Brunswick                                        | Brunsvic (Braunschweig)                                                                            | Brunsvic          |
| Saxònia-Altenburg                                | Saxònia-Altenburg (Sachsen-Altenburg)                                                              | Altenburg         |
| Saxònia-Coburg-Gotha                             | Saxònia-Coburg Gotha (Sachsen-Coburg und Gotha)                                                    | Coburg            |
| Saxònia-Meiningen                                | Saxònia-Meiningen (Sachsen-Meiningen)                                                              | Meiningen         |
| Principats (Fürstentümer)                        | |                   |
| Lippe                                            | Lippe                                                                                              | Detmold           |
| Principat de Reuss (línia menor)                 | Principat de Reuss (línia menor)                                                                   | Gera              |
| Principat de Reuss (línia major)                 | Principat de Reuss (línia major)                                                                   | Greiz             |
| Schaumburg-Lippe                                 | Schaumburg-Lippe                                                                                   | Bückeburg         |
| Schwarzburg                                      | Schwarzburg-Rudolstadt                                                                             | Rudolstadt        |
| Schwarzburg                                      | Schwarzburg-Sondershausen                                                                          | Sondershausen     |
| Waldeck-Pyrmont                                  | Waldeck-Pyrmont                                                                                    | Arolsen           |
| Ciutats hanseàtiques lliures (Freie Hansestädte) | |                   |
| Bremen                                           | Bremen                                                                                             | Bremen            |
| Hamburg                                          | Hamburg                                                                                            | Hamburg           |
| Ciutat Lliure de Lübeck                          | Lübeck                                                                                             | Lübeck            |